# Levicový populismus

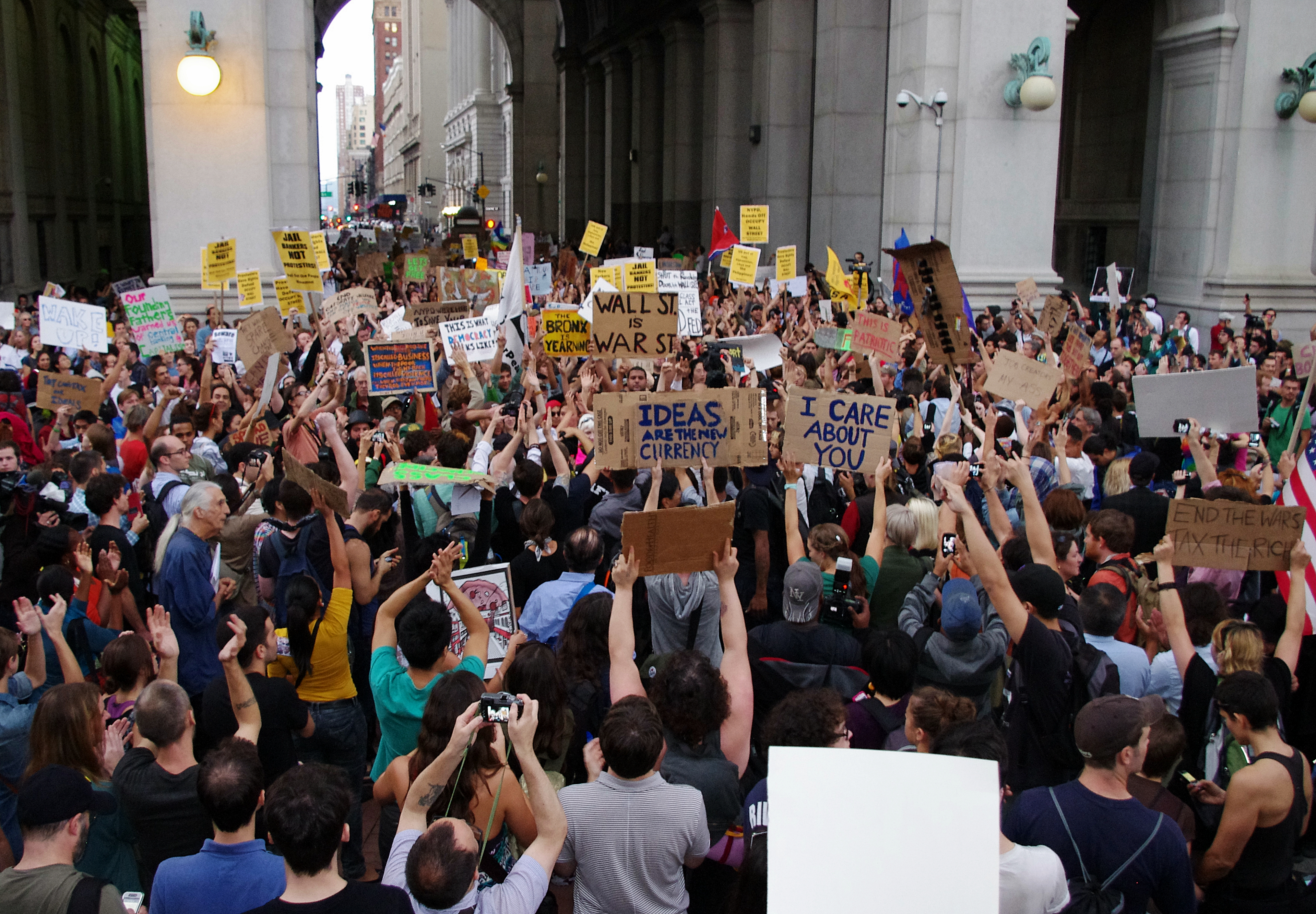
Američtí protestující během demonstrací hnutí Occupy Wall Street v roce 2011 v New York City. Na transparentech mají hesla jako „tax the rich“ (zdanit bohaté) či „we are the 99%“ (my jsme 99 %).

Levicový populismus, nazývaný také sociální populismus, je politická ideologie, která kombinuje levicovou politiku s populistickou rétorikou a tématy. Jeho rétorika často spočívá v antielitářství, opozici vůči establishmentu a hovoření za "obyčejné lidi". Mezi častá témata levicových populistů patří ekonomická demokracie, sociální spravedlnost a skepse vůči globalizaci. Socialistická teorie hraje menší roli než v tradičních levicových ideologiích.
Kritika kapitalismu a globalizace je spojena s antimilitarismem, který v levicových populistických hnutích sílí v důsledku nepopulárních vojenských operací Spojených států, zejména na Blízkém východě. Má se za to, že populistická levice nevylučuje ostatní horizontálně a opírá se o rovnostářské ideály. Někteří badatelé poukazují i na nacionalistická levicová populistická hnutí, což je rys, který vykazuje například kemalismus v Turecku nebo bolívarská revoluce ve Venezuele. Na rozdíl od vylučovacího nebo pravicového populismu mají levicově populistické strany tendenci podporovat práva menšin a takovou myšlenku národnosti, která není určována konkrétní kulturní nebo etnickou příslušností.
S vzestupem řecké Syrizy, španělských Podemos a do jisté míry i italského Hnutí pěti hvězd během evropské dluhové krize se v Evropě stále častěji diskutuje o novém levicovém populismu.

## Podle zemí

### Evropské země

#### Nadnárodní koalice
Mnoho levicových a populistických politických stran v Evropě patří k Evropské sjednocené levici a Severské zelené levici.

#### Německo

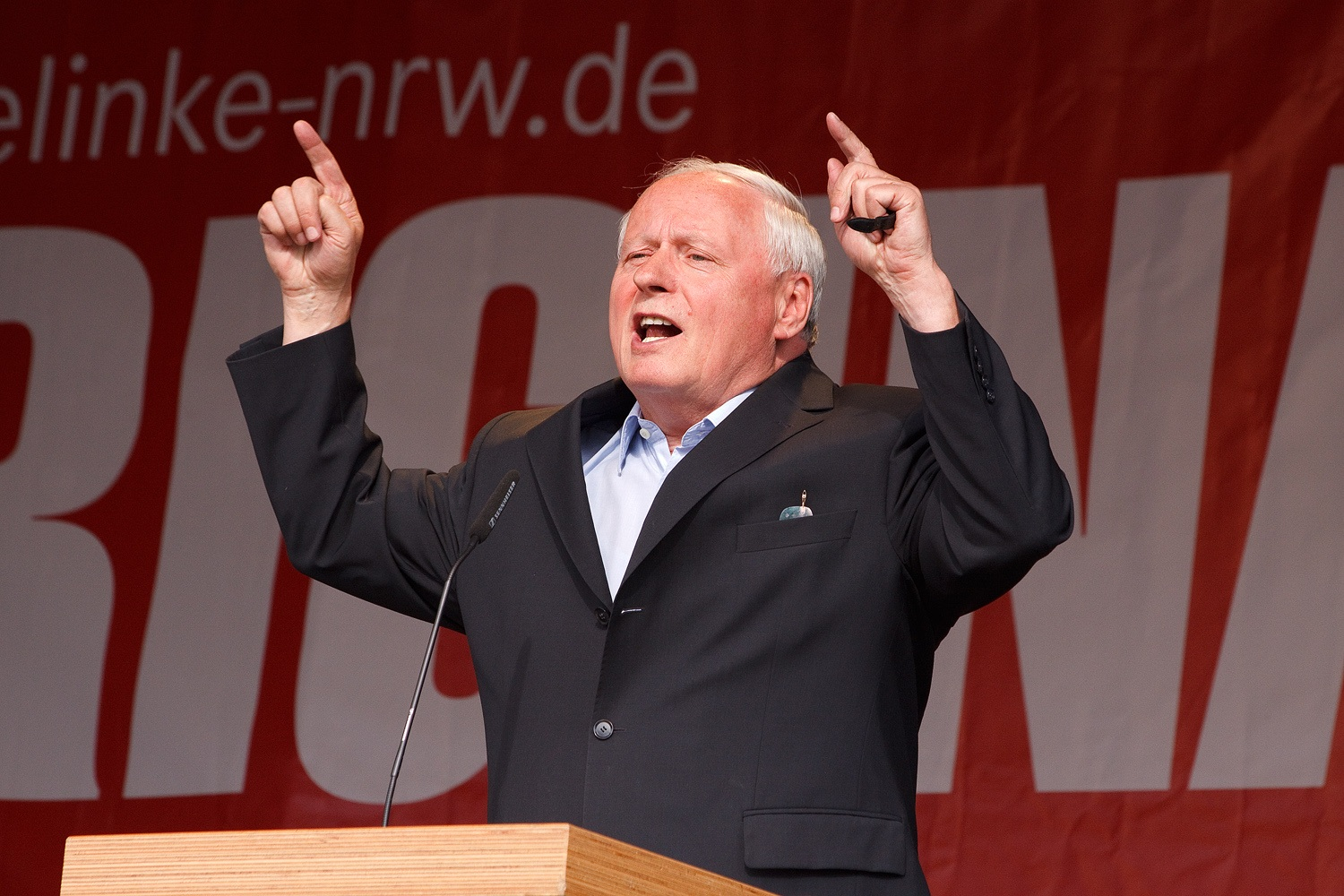
Oskar Lafontaine, člen Levice (Die Linke)

Strana demokratického socialismu byla explicitně studována v rámci levicového populismu, zejména německými akademiky. Strana vznikla po sjednocení Německa a podobala se pravicovým populistům v tom, že spoléhala na antielitářství a mediální pozornost, kterou jí poskytovalo charismatické vedení. Strana do jisté míry soupeřila o stejnou voličskou základnu s pravicovými populisty, i když ve východním Německu se opírala o serióznější platformu. Tu omezovaly protiimigrační nálady preferované některými voliči, i když hranice překročil například Oskar Lafontaine, který ve své volební kampani v roce 2005 použil termín dříve spojovaný s nacistickou stranou, Fremdarbeiter ("zahraniční dělníci"). V roce 2007 se PDS sloučila se stranou Levice (Die Linke).

#### Řecko
Syriza, která se od voleb v lednu 2015 stala největší stranou, je označována za levicově populistickou stranu poté, co její platforma zahrnula většinu požadavků lidových hnutí v Řecku během vládní dluhové krize. K populistickým rysům platformy Syrizy patří rostoucí význam "lidu" v jejich rétorice a antagonismus "my (lid) proti nim (establishmentu)" v kampani. V otázce imigrace a práv LGBT je Syriza inkluzivní. Syriza sama nepřijímá označení "populistická".

#### Itálie
Italské Hnutí pěti hvězd (M5S), které se v parlamentních volbách v roce 2018 stalo největší stranou, bývá často označováno za big tent populistickou stranu, ale někdy také za levicově populistické hnutí. "Pět hvězd", které odkazují na pět klíčových témat strany, jsou totiž veřejná voda, udržitelná doprava, udržitelný rozvoj, právo na přístup k internetu a ekologie, což jsou typické návrhy levicově-populistických stran. Navzdory svému levicovému zázemí však M5S často vyjadřuje pravicové názory na imigraci.
V září 2019 vytvořila M5S vládu se středolevicovou Demokratickou stranou (PD) a levicovou stranou Svobodní a rovní (LeU) v čele s Giuseppem Contem. Vláda je někdy označována za levicově-populistický kabinet.

#### Nizozemsko
Poté, co Socialistická strana v roce 1991 opustila svůj komunistický kurz, prosazuje levicově populistickou politiku. Ačkoli někteří poukazují na to, že se strana v průběhu let stala méně populistickou, ve svých nedávných volebních manifestech stále zahrnuje boj proti elitářství. Staví se proti tomu, co považuje za evropský superstát.

#### Španělsko

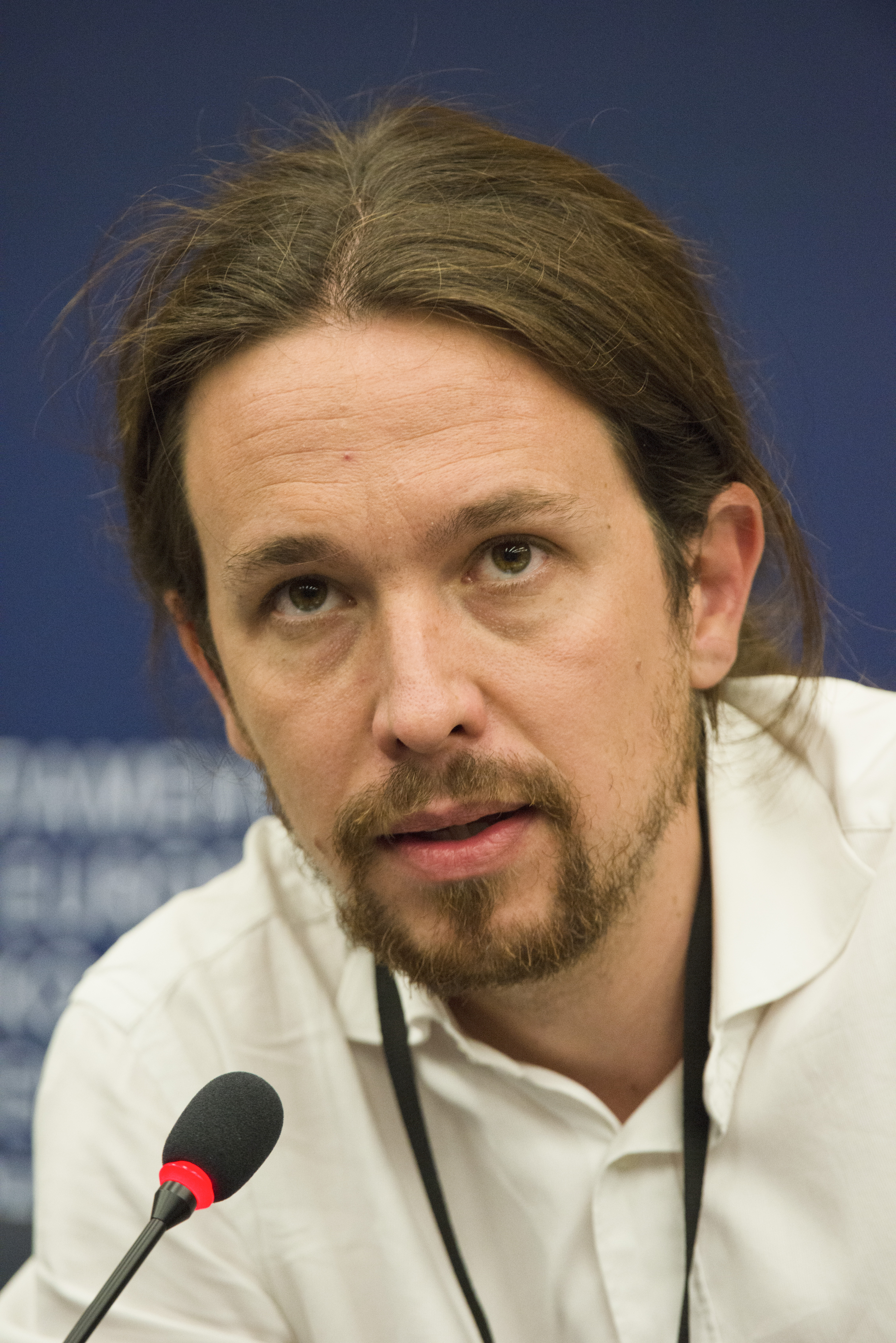
Pablo Iglesias, vůdce Podemos

Levicově populistická strana Podemos získala ve volbách do Evropského parlamentu v roce 2014 8 % hlasů. Díky tomu, že se vyhýbá národoveckému jazyku typickému pro pravicové populisty, je Podemos schopna přilákat levicové voliče zklamané politickým establishmentem, aniž by se postavila na stranu regionálního politického boje. Ve volbách do národního parlamentu v roce 2015 dosáhla Podemos 20,65 % hlasů a stala se třetí největší stranou v parlamentu po konzervativní Lidové straně s 28,71 % a Španělské socialistické dělnické straně s 22,02 %. V parlamentu získala Podemos 69 z 350 křesel a tento výsledek ukončil tradiční systém dvou stran. V rozhovoru pro Jacobin z listopadu 2018 Íñigo Errejón tvrdí, že Podemos potřebuje novou "národně-populární" strategii, aby vyhrála další volby.

#### Spojené království
Představitelem levicového populismu ve Spojeném království je labourista Jeremy Corbyn, který byl zvolen do čela britské Labouristické strany v září 2015 po rezignaci Eda Milibanda po porážce labouristů v parlamentních volbách v roce 2015. Corbyn, rozčarovaný z nedostatku levicového hlasu v souboji o post lídra v roce 2015, se postavil na platformu zaměřenou proti tvrdým úsporným opatřením. Ze všech kandidujících získal Corbyn nejméně parlamentních nominací. Mnozí z těch, kteří ho nominovali, uvedli, že tak neučinili proto, aby podpořili jeho kandidaturu, ale aby rozšířili debatu o hlas socialisty. Corbyn se však brzy stal favoritem a byl zvolen s převahou 59 %.
Corbyn jmenoval Johna McDonnella stínovým kancléřem a prosadil několik žen do stínového kabinetu, v němž bylo poprvé více žen než mužů. Pod Corbynovým vedením se labouristé posunuli od středového proudu doleva. V listopadu 2015 hlasoval proti britskému vojenskému zapojení do občanské války v Sýrii. Postavil se také proti obnovení systému jaderných zbraní Trident a omluvil se za to, že vláda Tonyho Blaira zavedla Spojené království do války v Iráku. Navzdory svému vítězství se Corbyn těšil malé podpoře labouristických poslanců, ačkoli jeho podpora mezi členy Labouristické strany zůstala silná. V roce 2016 si labouristé vedli špatně v místních a regionálních volbách a po referendu o členství v Evropské unii, v němž se Británie vyslovila pro odchod z EU, odpůrci strany obvinili Corbyna, že vede vlažnou kampaň za setrvání v EU. Několik členů stínového kabinetu rezignovalo a Corbyn prohrál hlasování o vyslovení nedůvěry poměrem 197 ku 40. Angela Eagleová a Owen Smith zahájili formální výzvu, i když Eagleová ji později stáhla. Corbyn byl znovu zvolen mírně vyšší většinou 61 % (oproti 59,5 % v roce 2015).
Ačkoli labouristé v květnu 2017 v místních volbách dosáhli špatných výsledků, v předčasných parlamentních volbách 2017 si vedli lépe, než se očekávalo, a získali 40 % hlasů, čímž donutili konzervativce vytvořit menšinovou vládu a labouristé zůstali v opozici. V komunálních volbách v roce 2018 labouristé svůj podíl hlasů zvýšili. V komunálních volbách 2019 se počet mandátů labouristů snížil o 84. Ve volbách do Evropského parlamentu v roce 2019 se labouristé umístili na třetím místě za Stranou brexitu a liberálními demokraty. V parlamentních volbách 2019 získali labouristé nejnižší podíl hlasů od roku 2015 a nejnižší počet mandátů od roku 1935. Výsledek vedl k oznámení Corbyna, že odstoupí z funkce předsedy labouristů. Mezi důvody porážky patřilo Corbynovo vedení, "nejednoznačný" postoj strany k brexitu a "nesplnitelné" závazky v levicovém manifestu.

### Země Jižní Ameriky

#### Argentina
Cristina Fernández de Kirchner (prezidentka Argentiny v letech 2007-2015) a její manžel Néstor Kirchner razili politiku nazývanou jako kirchnerismus, variantu peronismu, která byla často zmiňována vedle dalších vlád růžového proudu v Latinské Americe – tedy obratu k levicovým vládám v latinskoamerických demokraciích, které se na počátku 21. století odklonily od neoliberálního ekonomického modelu. V době, kdy byla Cristina Fernández de Kirchner ve funkci, vystupovala proti některým dohodám o volném obchodu, například proti navrhované Zóně volného obchodu Severní a Jižní Ameriky. Pro její vládu bylo charakteristické zvyšování daní, zejména z vývozu zemědělských produktů během komoditního boomu na konci roku 2000, které jsou hlavním argentinským vývozním artiklem. Cílem zvýšení daní bylo financovat sociální programy, jako jsou univerzitní stipendia PROGRESAR, univerzální příděl na dítě (v Argentině běžně označovaný jako AUH, Asignación Universal por Hijo), dávka testovaná na majetek rodin s dětmi, které splňují podmínky pro získání přídělu. Dále její vládu charakterizovaly progresivní sociální reformy, jako je uznání manželství osob stejného pohlaví.

#### Brazílie
V Brazílii je největším lidovým vůdcem Luiz Inácio Lula da Silva, 35. prezident Brazílie, který prosazoval změny s širokou lidovou podporou na základě své politiky boje proti sociální nerovnosti, což vyvolalo hnutí zvané lulismus.[zdroj?]

#### Bolívie
Vláda Hernána Silese Zuaza praktikovala levicový populismus, stejně jako vláda bývalého socialistického prezidenta Evo Moralese.

#### Ekvádor
Rafael Correa, bývalý ekvádorský prezident, zdůraznil význam "populistického diskurzu" a angažoval technokraty, aby v tomto smyslu pracovali pro obyčejné Ekvádorce. Correa pak v konfliktu mezi původním obyvatelstvem a vládou obvinil zahraniční nevládní organizace z toho, že vykořisťují původní obyvatelstvo.

#### Mexiko
Hnutí za národní obnovu (Morena), které se v roce 2018 stalo vládní politickou stranou, je levicově populistická strana.

#### Venezuela
Prezidentství Huga Cháveze připomínalo kombinaci lidové moudrosti a charismatického vůdcovství s doktrinářským socialismem. Chávezova vláda byla také označována za "návrat" k populistickému nacionalismu a přerozdělování.

### Spojené státy americké
Huey Long, výrazný guvernér Louisiany z doby velké hospodářské krize, který se stal senátorem, byl prvním příkladem levicového populismu ve Spojených státech a prosazoval přerozdělování bohatství v rámci svého plánu Share Our Wealth. Příkladem moderních levicově-populistických politiků jsou Bernie Sanders a Alexandria Ocasio-Cortezová, kteří se sami označují za demokratické socialisty. Vítězství Ocazio-Cortezové v demokratických primárkách nad předsedou demokratické frakce Joe Crowleym, který zastával tuto funkci deset let, bylo všeobecně považováno za největší nečekané vítězství v primárkách v roce 2018. Časopis The Nation označil Ocasio-Cortezovou za "novou rockovou hvězdu", která "burcuje zemi jménem povstaleckých populistů".